# Cormeilles-en-Parisis
Cormeilles-en-Parisis ist eine französische Gemeinde mit 27.086 Einwohnern (Stand 1. Januar 2022) im Département Val-d’Oise, sie liegt in der nordwestlichen Banlieue von Paris. Cormeilles gehört zum Arrondissement Argenteuil und ist der Verwaltungssitz (chef-lieu) des Kantons Franconville.

## Geografie
Cormeilles-en-Parisis liegt etwa 17 km nordwestlich von Paris im Tal von Montmorency am Fuße der Buttes du Parisis, einer bewaldeten Hügelkette.
Die Nachbargemeinden von Cormeilles-en-Parisis sind Montigny-lès-Cormeilles und Franconville im Norden, Sannois im Osten, Argenteuil im Südosten, Sartrouville im Süden sowie Maisons-Laffitte und La Frette-sur-Seine im Westen.

## Bevölkerungsentwicklung
| Jahr | Einwohner |
| ---- | --------- |
| 1962 | 11.486    |
| 1968 | 13.829    |
| 1975 | 14.063    |
| 1982 | 14.484    |
| 1990 | 17.417    |
| 1999 | 19.643    |
| 2006 | 21.503    |
| 2010 | 23.038    |
| 2021 | 26.741    |

Bis zum Beginn des 20. Jahrhunderts war Cormeilles-en-Parisis eine Kleinstadt, deren Einwohnerzahl zwischen 1.550 (im Jahre 1793) und 2.654 (im Jahre 1901) schwankte.

## Geschichte
Schon 697 wird der Ort als Cornioletus in einer Urkunde des Merowingerkönigs Childebert III. und 892 als Cormilias in den Listen der Abtei von Saint-Denis erwähnt. Schon im dritten Jahrhundert bestand hier ein gallorömisches Oppidum.
Die Gemeinde war jahrhundertelang landwirtschaftlich geprägt. Nach dem Deutsch-Französischen Krieg wurde von 1874 bis 1877 die Festung von Cormeilles (Fort de Cormeilles-en-Parisis) errichtet. Das Schloss wurde im Film Die Nacht der Generale als Kulisse genutzt.

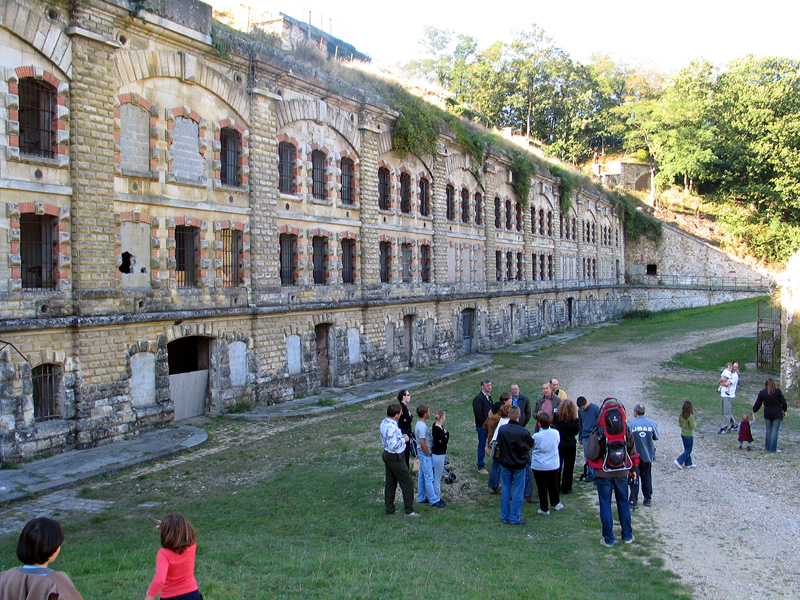
Fort de Cormeilles (1874–1877 errichtet)

## Städtepartnerschaften
- Ware, Hertfordshire (England), Vereinigtes Königreich

## Sehenswürdigkeiten

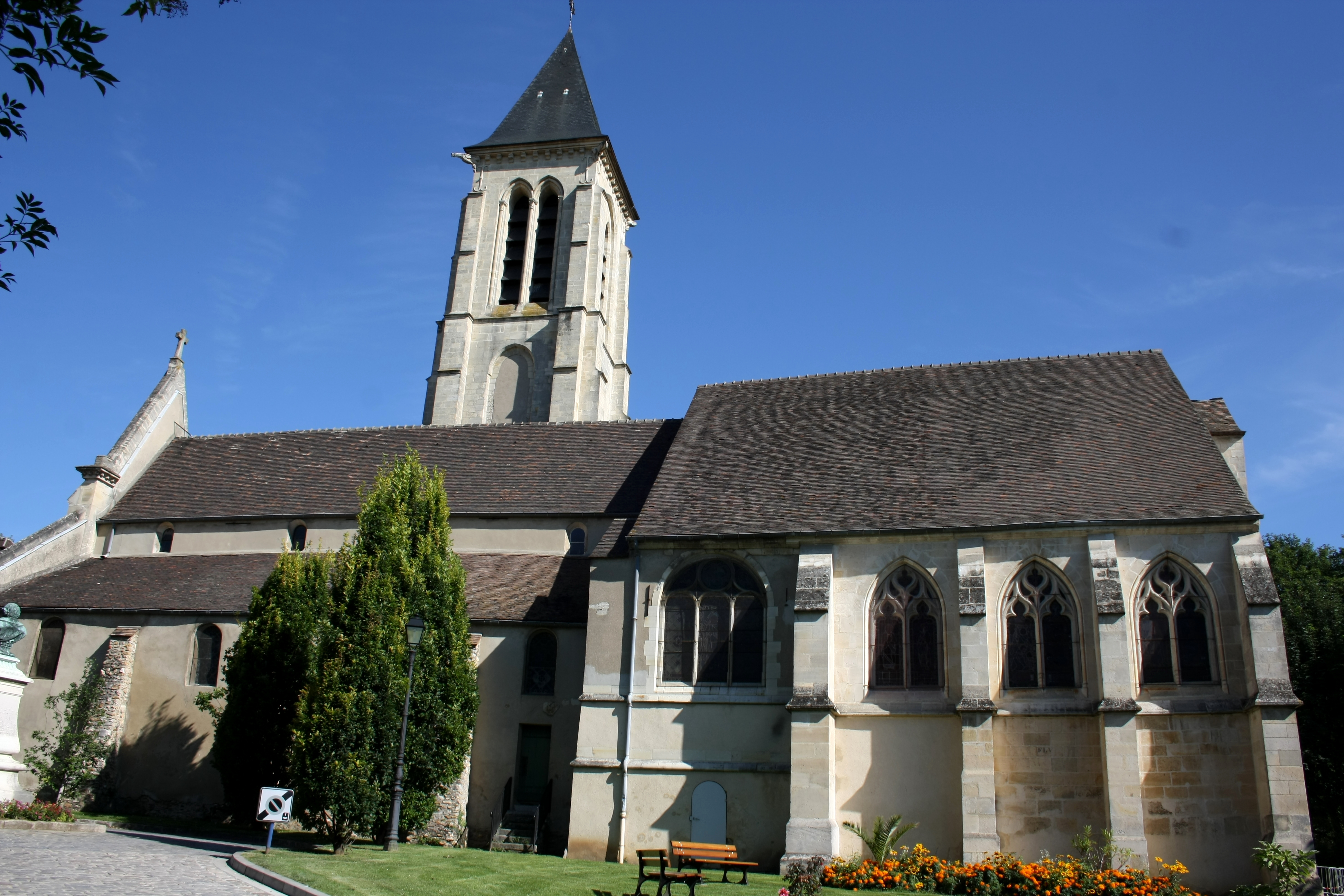
Kirche Saint-Martin

- Kirche Saint-Martin (seit Februar 1997 Monument historique), romanische Kirche, Fundament aus dem 12. Jahrhundert
- Hotel de la Prévôté
- Château Lamazière
- Château Lambert
- Fontaine Saint-Martin
- Brunnen und Waschhaus von Chenêt

## Persönlichkeiten
- Claude-Louis Fourmont (1703–1780), Priester und Orientalist
- Robert-Aglaé Cauchoix (1776–1845), Optiker und Astronom
- Louis Daguerre (1787–1851), Maler und Erfinder
- Charles Arthur Gonse (1838–1917), Brigadegeneral
- Henri Cazalis (1840–1909), Arzt, Schriftsteller und Orientalist
- Louis Gonse (1846–1921), Kunsthistoriker
- Louis Hayet (1864–1940), Maler des Pointillismus
- Paul Gaudet (1873–1931), Architekt
- Marina Scriabine (1911–1998), Musikwissenschaftler und Komponistin
- Jürg Kreienbühl (1932–2007), Biologe und Maler
- Leonard Tavarez (1938–1991), Boxer
- Robert Hue (* 1946), Politiker
- Grégory Proment (* 1978), Fußballspieler (Verteidiger)
- Boris Diaw (* 1982), Basketballspieler
- Jean Calvé (* 1984), Fußballspieler (Verteidiger)